# Paz de Praga (1866)
A Paz de Praga foi o tratado de paz assinado em Praga em 23 de agosto de 1866, que pôs fim a Guerra Austro-prussiana. O tratado foi favorável ao Império Austríaco, pois Otto von Bismarck convenceu Guilherme I que mantendo a posição da Áustria na Europa seria melhor no futuro para a Prússia do que aplicar severas condições. A Áustria perdeu apenas a região de Venécia, cedida a Napoleão III de França, que por sua vez a cedeu à Itália. Em troca a Itália cedeu Nice e Savoia à França, que foi o preço do apoio francês que havia sido acordado antes da guerra. A Áustria se recusou a ceder a Venécia diretamente à Itália, pois os austríacos haviam esmagado os italianos durante a guerra. Os habsburgos foram excluídos permanentemente dos assuntos alemães (Pequena Alemanha). O Reino da Prússia, assim, se estabeleceu como a única potência entre os estados alemães. O Confederação Alemã do Norte foi formada com os estados do norte da Alemanha, e os estados alemães do sul tiveram que pagar grandes indenizações à Prússia.